# スタジオ・システム

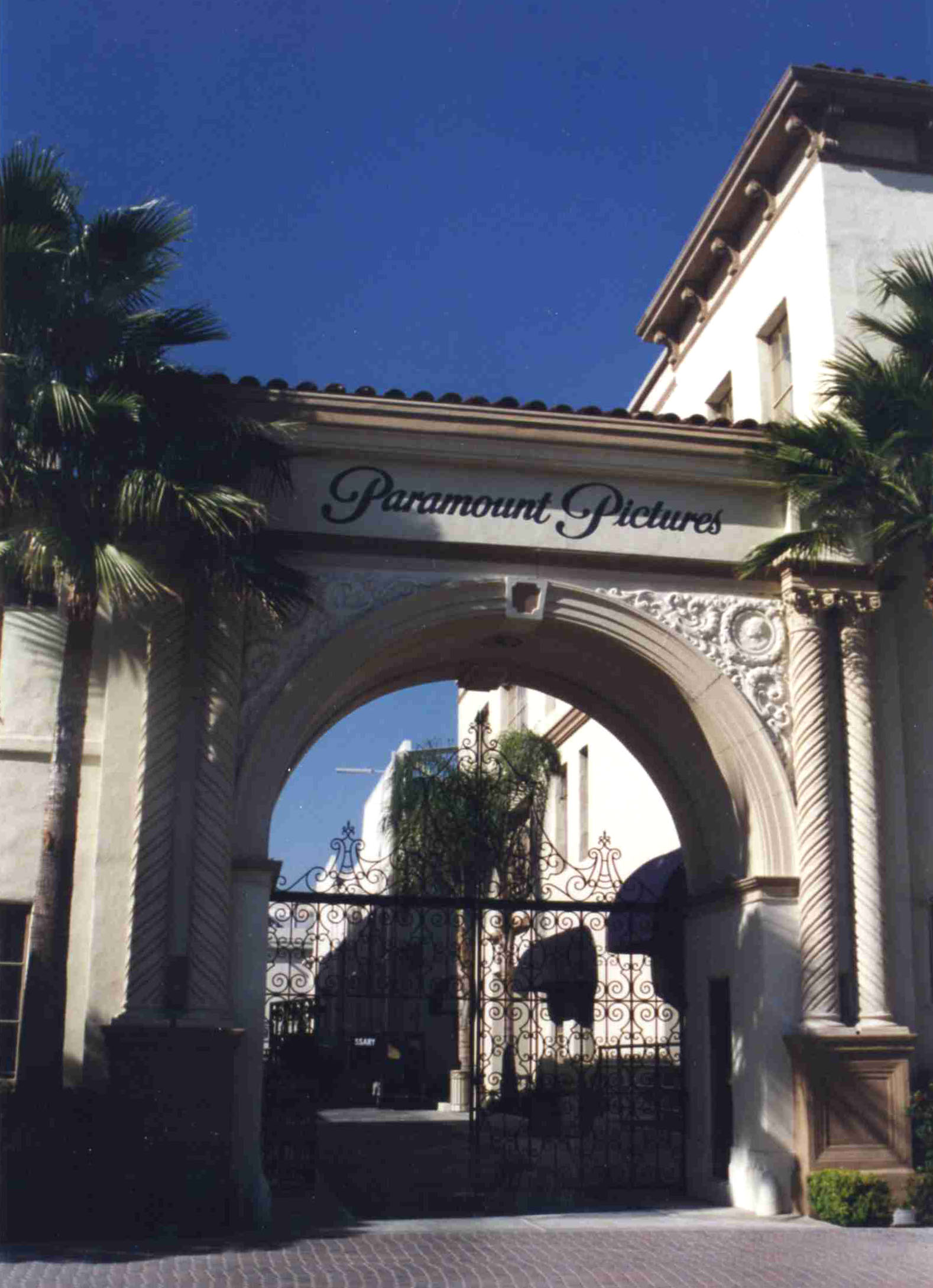
パラマウント撮影所

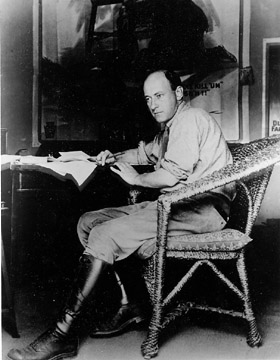
パラマウントの名物監督：
セシル・B・デミル

スタジオ・システム（Studio system）とは、1920年代から1950年代初期にかけての、アメリカの映画産業の形態を大まかに定義した用語。米国内で少数の映画会社が寡占的に映画産業を独占していた形態を一般的に指す。

## スタジオとは
スタジオ（Studio）とは、長編映画を製作（時には配給や上映も）する大規模な映画会社を指すために、最も良く使われる。この意味でのスタジオは米国だけでなく、日本を含めた数多くの国に存在する。
しかし、ここの項目で使われるスタジオとは、「ビッグ5」と呼ばれたメトロ・ゴールドウィン・メイヤー（1924年創業、METRO-GOLDWYN-MAYER）、パラマウント（1912年創業、PARAMOUNT PICTURES）、20世紀フォックス（1935年創業、20TH CENTURY-FOX）、ワーナー・ブラザース（1923年創業、WARNER BROS.）、RKO（1928年創業、RKO RADIO PICTURES）の5大メジャー映画会社を指すのが一般的である。これらの映画会社は製作・配給・興行までのあらゆる面でコントロールできたためである。文脈によっては、これらの映画会社より規模の小さい「リトル3」と呼ばれた、コロンビア（1924年創業、COLUMBIA PICTURES）、ユニバーサル（1912年創業、UNIVERSAL PICTURES）、ユナイテッド・アーティスツ（1919年創業、UNITED ARTISTS）の3社を含めることもある。これらは会社直営の映画館を持たず、完全に製作から公開までの系列化ができていなかったのである。
これらの映画会社の物理的な文字通りの映画スタジオ（撮影所）は、巨大なサウンド・ステージ（防音設備を施した大型の建造物）やバック・ロット（屋外撮影用の敷地）などを含む大規模な敷地をもった複合施設を所有していた。さらには、管理部門や録音部門、音楽部門などを備えた事務所のビルディングや大道具を建設するための膨大な敷地を含めていたことが多かった。これらの施設は、主にロサンゼルスのハリウッド近郊に数多く造営されたので、現在でも米国のメジャー映画会社の配給作品を「ハリウッド映画」と呼ぶのはその名残である。

## スタジオ・システムが成立するまで
1905年頃、米国では映画の上映は、ヴォードヴィルの一環として広場の仮設テントや見せ物小屋などの施設での貧弱で不安定な公開手段から、本格的な劇場での興業へと形態を変えつつあった。それに伴い1907年頃上映用プリントの配給も中間業者（エクスチェンジ業、Film Exchange）が現れ、映画の製作者から興業側へ次第に安定して作品を供給できるようになり、それに伴い映画界はいよいよ隆盛を見せてきた。
1908年米国映画の創始者であるトーマス・エジソンは、自分の発明によってエクスチェンジ業の新興業者が儲けているのに業を煮やして、強権的ともいえる映画特許会社MPPC（Motion Picture Patent Company)をシカゴで発足させる。10社以上の同業他社を訴えると共にこのトラストの下では、一部の大手業者（ケイレム、ヴァイタグラフ、エッサネー、セイリグ、ルービン、フランスのジョルジュ・メリエスのスター・フィルム、およびパテ）のみエジソン社製の機材を用いて撮影し（しかも後にはイーストマン・コダック社製の生フィルムまでも制限された）、配給業者もこのトラストに加わなければ上映もできない、という極めて高圧的な内容であった。そのため、このトラストに加われなかった独立系映画製作者は今までの東海岸の撮影拠点から、南のフロリダや西海岸へと逃げるようにして必死のサバイバル活動の拠点を変えていった。西海岸、特に南カリフォルニア州は一年中温暖で晴天が多く、雨はほとんど降らず、また移民人口が多いため労働賃金も非常に安いので、映画製作には絶好の土地であった。こうして、映画のスタジオがこの新天地に次々と開設されていった。また、このトラストは独禁法違反という米国最高裁判所判例が出たため、1915年には崩壊してしまう。
ある映画史研究家の推計によれば1910年頃のアメリカの映画人口は1000万人とも2000万人ともいわれていた。全米における映画観客数が記録され始めたのは、第1次世界大戦の戦費に充てるため特別税をかけられた1918年からである。1910年代に入ると、ハリウッド近辺に本格的な映画スタジオが設立された。当時のハリウッドの地価は1エーカー（約4000平方メートル）あたり300ドル〜400ドルという格安の値段で、木材の価格も低く、大工の労賃もニューヨークの4分の1から半分で済んだ。天候の荒れることの少ない快適な気候は年中仕事を可能にし、群衆場面のエキストラは1日2〜3ドルで済んだという。目利きの映画プロデューサーなら、バーベキューと素人に映画製作にかかわらせる喜びを与えるだけで群衆を集めたものだった。ある製作者の弁によると陽の光が絶えず降り注ぎ恰好の照明になり、ニューヨークで撮るより3分の1から半分はコストダウンできる、と記録している。1915年までにハリウッドの映画産業は約15000人を正式に雇い入れ、米国の映画製作の60％を占めていた。それが1925年には、ほとんど90％の映画製作をするまでになっていたという。1913年頃には"Movie"という言葉が一般的になり、世界中で映画ファンのための雑誌が創刊され（→キネマ旬報）、映画が産業として根付いてきたことを実証しはじめた。
こうして、MPPCという足枷を外した米国映画界は急激に成長を始め、各映画会社も様々な合従連衡を繰り返しながらも、ヨーロッパでの第一次世界大戦の影響も受けず、世界最大の映画製作国として、以後、現在に至るまで、質・量共に君臨することになる。この辺の詳細については、各映画会社の項目を参考のこと。しかもこの熾烈な業界内競争の過程で、1920年代後半のトーキー革命や1930年代の世界大恐慌も巧みに乗り越えていき、特に「ビッグ5」は製作・配給・公開のあらゆる面において、縦の系列化（vertical integration、ヴァーティカル・インテグレーション (映画用語)）、すなわちチェーン化が進んだのである。例えば1930年代後半～40年代、MGMの製作したミュージカルは、一部の例外を除き、MGMの系列映画館しか上映できなかったのである。

## スタジオ・システムの主な特徴
スタジオ・システムの特徴として挙げられるのは、国内外のマーケットの巨大な要求を満足させる長編映画を製作するために、手早く安上がりな大量生産にターゲットを絞ったものであった。これは、よくフォード・モデルTの流れ作業にも例えられている。映画製作のための資金やマーケティングに関する部門は、東海岸のニューヨークに拠点を置き、会社の上層部がどの程度の資金をどんな種類の映画に投資するかを決定していた。この当時の映画はスターやジャンルによって分類されていたのである。製作会社の拠点のほとんどは、西海岸のハリウッドに集中していた。スタジオによって製作方法はかなり異なっていたが、製作部門はおおむね製作過程にそって実施され、それぞれの段階は専門の部門が担当した。従って、各部門で働く人間はその分野に限られた創造性しか生かせなかった。スターを含めた俳優たちにおいても、衣装部門・美術部門・特殊効果部門・撮影部門などでも、また脚本家や監督やプロデューサーに至るまで、長期契約に基づいて雇用され、スタジオの上層部によって、それぞれの企画へと割り振られた。（何人かのスターは、他のスタジオへ貸し出されることがあった。）多くの企画は、監督やその他のスタッフの才能に見合うと判断されたものであった。特に西部劇やメロドラマ、ミステリーなどの人気のあったジャンルは、制作費を抑えられ、逆に新作でも売上はある程度予測でき、スタジオ側には好都合であった。
映画製作上の芸術性や創造性のコントロールは、主にスタジオの重役が行っていたが、一握りの監督たち、ジョン・フォードやハワード・ホークス、フランク・キャプラ、ビリー・ワイルダー、アルフレッド・ヒッチコック、ジョセフ・フォン・スタンバーグのように、自らの企画に対してある程度の自由は認められていた。しかし、彼らにおいても、スタジオの要求するスタイル、あるいは得意とするジャンルという制約の下に活躍していたのであった。ちなみに、ほとんどの監督は他のスタッフやキャストと同様に、スタジオの厳しい品質管理に応えなければならなかった。
スタジオは、映画の製作だけでなく、自社の映画へ観客を取り込むためにも、ブロック・ブッキング（20本単位で作品を会社の所有している系列映画館だけに公開する手段）のような方法を使って、配給や上映も管理していた。このような複雑で統合された産業は莫大な利益を生むものであったが、その資金もまた高額であった。そのため、資本家やウォール街によってスタジオがコントロールされる傾向が大きくなった。たとえば、1930年代の大恐慌時代にパラマウントは破産へ、合併前のフォックスは財政難に、ユニバーサルとRKOは財産管理を強いられていった。しかし、いずれのスタジオも1935年までには内部組織を整理し地道に再建資金を集め、それぞれ復活する。ちなみに1930年代の米国の長者番付の連続第1位は、MGMの社長であった。
また、同時に映画の職人らで作られた低予算でのスタジオ（たとえばリパブリック社やモノグラム社などの所謂ポヴァティ・ロウ）もあったし、デヴィッド・O・セルズニックやサミュエル・ゴールドウィンらのような、独立系の大物の映画プロデューサーも中には存在したのである。しかし、1930年代終わり頃には、メジャー・スタジオが毎年75％以上の作品を配給し、各メジャー・スタジオだけでも年間40本以上を製作したのであった。また、メジャー・スタジオにおいては、大予算でトップスターが出演する「A級映画」（'A' pictures）と比較的低予算でスターの数も少ない添え物的な「B級映画」（'B' pictures）の数本立ての興業が同時に行われる様になった。日本で内容等が劣ることを総称して「B級」というのはここから由来している。
このシステムは、程度の差はあるが、イギリスやイタリア、ドイツ、日本、インドといった他の国々の映画製作においても、大なり小なり同様の工程が採用されていった。

## スタジオ・システムの終焉
1948年、米国最高裁判所で10年越しのある判決が下った。時間がかかったのは、上訴や第二次世界大戦を挟んだためである。その判決とは、パラマウントと他の4つのメジャー（つまり「ビッグ5」）に対し、劇場チェーンを映画会社本体から切り離すようにという判決だった(en)（"PARAMOUNT decrees"、"divorcement"（分離）、「パラマウント判決」）。これは、スタジオによる製作・配給・上映の所有権は独占的であると裁定し、所有する映画館を売却するようにスタジオ側に命じたのであった。さらに「ビッグ5」と「リトル3」のスタジオはブロック・ブッキングのような、拘束的な配給慣行を停止しなければならなかった。1948年から1958年にかけて、各スタジオはこのシステムの基盤であり映画産業に支配的であった縦の系列化を消滅させたのである。
それと共に、戦後の急激な観客動員数の低下や家庭へのテレビの台頭は、より一層のスタジオ製作を困難にさせた。もはやB級映画を製作できる余裕もなくなった。巨大な敷地を持っていた映画スタジオは、その広大な敷地を売却して不動産として現金化していった。また、ある撮影スタジオではテレビ番組のロケーション撮影用に外部へ貸し出すようになった。そして、急速な収益の低下は、スタジオで従事していた多くの従業員をもはや雇えなくなった。また、トップ・スターの契約をスタジオ側が引き留めることは困難であった。例えば1944年オリヴィア・デ・ハヴィランドのワーナー・ブラザースへの法廷での異議申し立ては認められ判例となったのである。これは、スターのギャラの高騰につながった。また皮肉にもパラマウント判決は、ロケ主体の低予算でスタジオにあまり頼らないインディペンデント（独立）系の小さな規模のプロダクション作品を奨励することとなった。外国やインディペンデント（インディーズ）系のプロデューサーが急速に米国映画市場に参入することになった。その流れとは逆に米国内のプロデューサーをより安上がりの製作費で挙げるために海外へと求め始めた。画面の大型化や豪華な超大作も逆にスタジオの一層の収益の圧迫をまねいた。こうして、1950年代後半スタジオ・システムはゆっくりと確実に終焉を迎えることになったのである。